# Сущик

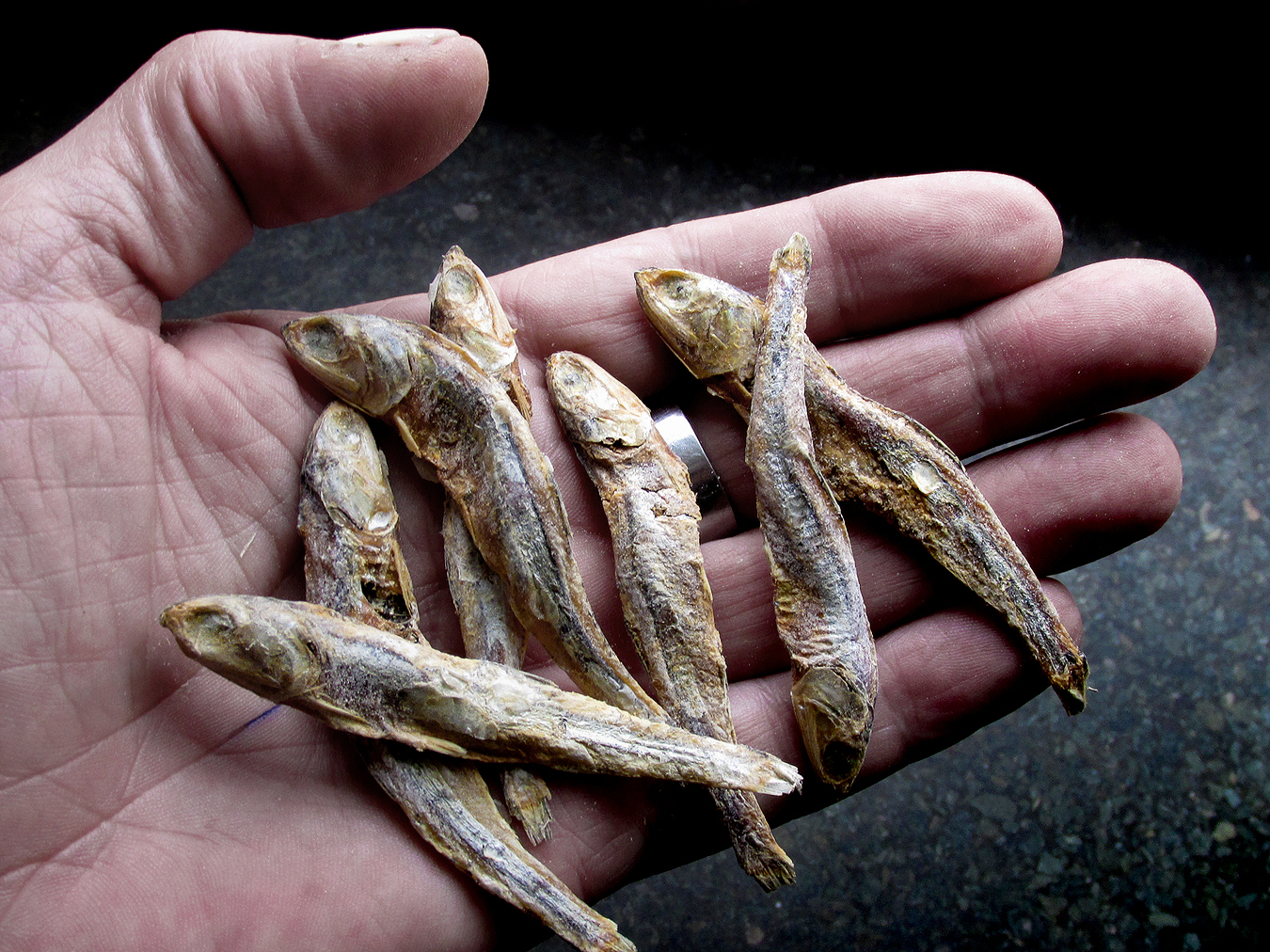
Сушёный снеток

Су́щик  (сушник , ершак ) — сушёная в русской печи мелкая рыба: преимущественно ерши, снетки, мелкие окуни и корюшка, а также и другие сорта рыбы.
Этот способ приготовления рыбы получил распространение в северо-западных районах России — Архангельская область, Вологодская область, Карелия.
Сущик используется, в частности, для приготовления так называемой онежской (лачской) ухи.